# Scenariostudie
Scenariostudies zijn gebaseerd op de gedachte dat de toekomst niet te voorspellen is, terwijl men zich er wel op voor kan bereiden door over mogelijke ontwikkelingen na te denken. Een scenario (het woord is afkomstig van toneel/film) is een beschrijving van een mogelijke toekomst, waarbinnen een bepaald plan ontwikkeld kan worden. Aangezien de toekomst niet voorspeld wordt, omvat een scenariostudie meerdere scenario's.

## Achtergrond
De methode van scenariostudies is ontwikkeld in de Tweede Wereldoorlog. Na de oorlog is de methode verder ontwikkeld door The RAND Corporation in de VS en is later succesvol toegepast door onder andere Shell. In Nederland voeren met name het Centraal Planbureau, het Milieu- en Natuurplanbureau en het Ruimtelijk Planbureau scenariostudies uit. In Oostenrijk levert het International Institute for Applied Systems Analysis (IIASA) scenario’s voor onder meer de klimaatrapporten van het IPCC. 

## Scenariotypes
Je kunt drie verschillende typen van scenariostudies onderscheiden:
- Extrapolatieve scenario's proberen de toekomst te verkennen door huidige trends te extrapoleren. Doorgaans gebeurt dit met behulp van kwantitatieve modellen. Meestal is er een business-as-usualscenario en één of meer alternatieve scanario's in dit soort studies (bijvoorbeeld één met een hoge en één met een lage economische groei). De tijdhorizon is doorgaans korter dan twintig jaar.
- Exploratieve scenario's proberen de belangrijkste trends en onzekerheden in kaart te brengen. Bij veel studies zijn dit momenteel de mate van mondialisering (M) en de mate van individualisering (I). Ze maken dan verschillende combinaties (hoge M +hoge I, hoge M+lage I, lage M+hoge I en lage M+lage I in het voorbeeld). Bij elke combinatie wordt een intern consistente, plausibele verhaallijn opgesteld met deskundigen en belanghebbenden. Meestal hoort daar ook een kenmerkende naam bij ('Mondiale economie' of 'Regionale gemeenschappen' bijvoorbeeld). Met modellen kunnen de verhaallijnen ook kwantitatief onderbouwd worden. De tijdshorizon van dit soort studies is soms wel vijftig of honderd jaar (bijvoorbeeld de IPCC SRES scenario's[1] of de IAM-modellen voor het klimaatbeleid).
- Normatieve scenario's beginnen met een gewenste toekomstige toestand, bijvoorbeeld een Europa met 50% minder broeikasgasemissies in 2030. Met behulp van een backcastingscenario kan dan een stappenplan gemaakt worden met maatregelen om dat doel te bereiken.

In de praktijk hebben scenario's weleens zowel extrapolatieve als exploratieve eigenschappen.